# Nicole Durazo
Nicole de María Durazo Hernández (Ciudad de México, 16 de mayo de 1995) es una actriz mexicana. Tuvo el papel de "Ángela" en doce capítulos de Barney y sus amigos, pero lo abandonó (Geraldine Galván fue quien tomó su papel) para grabar la exitosa telenovela infantil ¡Vivan los niños!, en la que hizo el papel de Brisa Bravo, una niña sumisa que siempre defendía a su hermano.

## Biografía
Nicole Durazo nació el 16 de mayo de 1995 en México de padre y madre mexicanos. Estudió actuación en el CEA infantil de Televisa. Participó en diversos comerciales y en el documental La herencia de mi abuelo de Disney.
En 2002, participó en la telenovela infantil exitosa de Abel Santa Cruz, ¡Vivan los niños!, en el papel de Brisa, al lado de Andrea Legarreta, Eduardo Capetillo, Joaquín Cordero, Daniela Aedo, Danna Paola, entre otros artistas infantiles.  
Brisa era una niña sumisa, tierna y tranquila que siempre defendía a su hermano gemelo Damián (Juan de Dios Martín).
En 2003, participó en la obra de teatro ¡Vivan los niños!, la Aventura Musical en Vivo, al lado de casi todo el elenco de la telenovela, excepto Daniela Aedo y Danna Paola. Esta obra de teatro tuvo bastante éxito que tuvieron giras por toda la República Mexicana. En este mismo año, protagonizó el documental del Mundo de Inglés de  Disney La herencia de mi abuelo junto a Juan de Dios Martín y Manuel Saval.
En 2004, participó la telenovela infantil, Amy, la niña de la mochila azul, como Mary Pily, al lado de Danna Paola (nuevamente), Eduardo Capetillo, Nora Salinas y Joseph Sasson. Su personaje era el de la hermana buena de su familia: la hermana menor de "Mary Loly" (Geraldine Galván) y "Marcial". En este mismo año, hizo varios comerciales junto con Alejandro Speitzer en los que anunciaba e invitaba a los niños de toda la República Mexicana a acudir a los cástines para entrar al CEA Infantil (Centro de Educación Artística) de Televisa.
En 2005, participó como Sara en Contra viento y marea y en la telenovela juvenil Rebelde, con el papel de Roberta cuando era niña.
Tres años después, en 2008, regresó a la televisión en el programa La rosa de Guadalupe.
La rosa de Guadalupe:
"Adiós A La Calle". Capítulo protagonizado por Nicole Durazo y Danna Paola. Historia en la que dos hermanas son separadas al nacer. Años después se reencuentran y se vuelven mejores amigas. 
"Cada migaja/Abrir la Ventana". Historia en la que una niña de ocho años sufre de anorexia. Ella interpreta a la hermana de la niña, quien junto con sus amigas, es quien la influye para caer en tal enfermedad. Es una historia desarrollada en dos capítulos. 
"Sonreír A La Vida". Fue protagonista del episodio. Su papel es el de una niña cuyo padre queda desempleado. Ella se esfuerza por encontrar empleo y así pagar la colegiatura de su escuela.
"Alguna vez estaremos en las Estrellas". Una historia en la que Nicole (protagonista) interpreta a una niña con VIH y su amiga (Andrea Lagunes) la ayuda a salir adelante y sobrellevar su enfermedad. 
"Amor Sin Fronteras". Capítulo protagonizado por Nicole Durazo y Victoria Ruffo. La historia es acerca de las personas que cruzan la frontera mexico-estadounidense de manera ilegal.
"Popular". En esta historia Nicole Durazo (protagonista) ingresa a una nueva preparatoria y su sueño es ser popular, así que hace todo lo que puede para lograrlo. En este programa su mejor amiga es Renata Notni y el protagonista masculino es Luciano Corigliano.
"Bienvenido al Sida".
"Amor Ilegal". En este episodio comparte protagonismo con Juan Pablo Gil, interpretan a dos jóvenes que viven un romántico noviazgo que se ve afectado por un profundo y oscuro secreto.
"Dulce Compañía". En este episodio Nicole Durazo(protagonista) lucha para mantener su noviazgo con Erick(Jorge Trejo) ya que tiene unos padres muy estrictos.
Como Dice el Dicho:
"Dios retarda la justicia... pero no la olvida". Nicole Durazo interpreta a "Claudia". El tema principal del capítulo es la justicia.

## Filmografía
| Televisión | Televisión                                     | Televisión     | Televisión |
| Año        | Filmografía                                    | Cadena         |            |
| ---------- | ---------------------------------------------- | -------------- | ---------- |
| 2015-2016  | ¿Quién es quién?                               | Telemundo      |            |
| 2011       | Como dice el Dicho                             | Televisa       |            |
| 2008       | La rosa de Guadalupe                           | Televisa       |            |
| 2005       | Contra viento y marea                          | Televisa       |            |
| 2005       | Rebelde                                        | Televisa       |            |
| 2004       | Amy, la niña de la mochila azul                | Televisa       |            |
| 2003       | ¡Vivan los niños!, la aventura Musical en Vivo | Televisa       |            |
| 2002-2003  | ¡Vivan los niños!                              | Televisa       |            |
| 2002       | Barney                                         | Discovery Kids |            |
| 1998       | Plaza Sésamo                                   | Discovery Kids |            |